# تیکان‌لی
تیکان‌لی (به لاتین: Tikanlı) یک منطقه مسکونی در جمهوری آذربایجان است که در شهرستان قبله واقع شده است. تیکان‌لی ۱۸۵۰ نفر جمعیت دارد.